# Claro Open Colsanitas 2014
Il Claro Open Colsanitas 2014 è stato un torneo femminile di tennis giocato sulla terra rossa. È stata la 17ª edizione del Copa Colsanitas, che fa parte della categoria International nell'ambito del WTA Tour 2014. Si è giocato al Centro De Alto Rendimento di Bogotà in Colombia, dal 7 al 13 aprile 2014.

## Partecipanti

### Teste di serie
| Nazionalità | Giocatrice                | Ranking* | Testa di serie |
| ----------- | ------------------------- | -------- | -------------- |
| Serbia      | Jelena Janković           | 8        | 1              |
| Stati Uniti | Sloane Stephens           | 18       | 2              |
| Italia      | Karin Knapp               | 50       | 3              |
| Slovacchia  | Anna Karolína Schmiedlová | 66       | 4              |
| Francia     | Caroline Garcia           | 71       | 5              |
| Stati Uniti | Vania King                | 72       | 6              |
| Argentina   | Paula Ormaechea           | 74       | 7              |
| Spagna      | Lourdes Domínguez Lino    | 76       | 8              |

- Ranking al 31 marzo 2014.

### Altre partecipanti
Giocatrici che hanno ricevuto una Wild card:
- María Herazo González
- María Irigoyen
- Yuliana Lizarazo

Giocatrici passate dalle qualificazioni:

- Nicole Gibbs
- Lara Arruabarrena
- Sachia Vickery
- Florencia Molinero

## Campionesse

### Singolare
Caroline Garcia ha sconfitto in finale  Jelena Janković per 6-3, 6-4.
- È il primo titolo in carriera per la Garcia.

### Doppio
Lara Arruabarrena /  Caroline Garcia hanno sconfitto in finale  Vania King /  Chanelle Scheepers per 7–6(5), 6-4.